# Henry Carr
Henry William Carr (ur. 27 listopada 1942 w Montgomery, zm. 29 maja 2015 w Griffin) – amerykański lekkoatleta (sprinter) i zawodnik futbolu amerykańskiego; dwukrotny medalista igrzysk olimpijskich w 1964 w Tokio, rekordzista świata.

## Życiorys
Wychował się w Detroit (stan Michigan) jako dziewiąte spośród jedenaściorga dzieci. Jego matka i ojciec żyli w separacji. Matka do późnej nocy pracowała jako pomoc domowa, aby zapewnić rodzinie utrzymanie. Ponieważ czytanie i pisanie sprawiało mu w młodości trudności, liczyło się u niego to, że był najszybszym biegaczem i najlepszym graczem na swojej ulicy; jak sam wspomina – „to podnosiło rangę w życiu”.
W szkole średniej wyróżniał się osiągnięciami w sporcie. Przez trzy lata — 1959, 1960 i 1961 — należał do ogólnoamerykańskiej reprezentacji sprinterów szkolnych. Wyspecjalizował się w biegu na 220 jardów. Dwa lata grał też w stanowych drużynach rugby i koszykówki. Po tych osiągnięciach sportowych kilkanaście uczelni różnymi metodami starało się go pozyskać. Np. prawo jazdy otrzymał w sali pewnej restauracji bez jakiegokolwiek egzaminu. Wystarał się o to jeden z pobliskich uniwersytetów, który tym sposobem usiłował go pozyskać.
W końcu wybrał Uniwersytet Stanowy w Arizonie. Będąc na drugim roku studiów pobił rekord świata w biegu na 220 jardów. Przyjmowali go różni czołowi mężowie stanu. Np. w Moskwie spotkał się z Nikitą Chruszczowem.
Zdobył dwa złote medale na igrzyskach olimpijskich w Tokio w 1964 roku: w biegu na 200 metrów i w sztafecie 4 × 400 metrów. Po igrzyskach udał się do Australii, gdzie startował w kilku zawodach, a stamtąd powrócił do domu.
Po kilku miesiącach podpisał kontrakt z klubem futbolu amerykańskiego New York Giants. Przez trzy lata grał w nim wyśmienicie i jakiś czas był nawet głównym obrońcą (safety). Zaledwie trzy mecze brakowały mu do zakończenia trzeciego sezonu, gdy doznał kontuzji kolana. Wkrótce zarząd klubu poinformował go, iż życzy sobie jego dalszej gry. Ponieważ na początku roku był wmieszany w spór na tle rasowym, jaki wybuchł w drużynie (Carr był Afroamerykaninem), zaczęto podawać w wątpliwość, czy uszkodzenie jest poważne. Skutkiem tego przy końcu sezonu został sprzedany do innego klubu. Uzasadnieniem miał być fakt, że jest wichrzycielem i że nie grał, zasłaniając się kontuzją. Podobnie potraktowano go w drużynie, dla której został zakupiony.
W tej sytuacji Carr postanowił wycofać się z uprawiania futbolu, chociaż w poprzednim roku zarobił 27 000 dolarów. Przez dłuższy czas nie mógł znaleźć pracy. W końcu ulokował swój kapitał w przedsiębiorstwie prowadzącym stoiska z gorącymi zakąskami i stracił te pieniądze. Wkrótce załamał się psychicznie, opuścił rodzinę i uwikłał się w handel narkotykami. Powrócił do rodziny, za zgodą żony sprzedał część majątku i za uzyskane pieniądze utworzył agencję reklamową. Wkrótce żona zetknęła się ze Świadkami Jehowy, a potem i on, w grudniu 1972 roku. 20 maja 1973 roku razem z żoną zostali Świadkami Jehowy. Od września 1975 roku był starszym zboru. Przez pewien okres również pionierem (działalność kaznodziejską prowadzili w stanie Georgia). Od 1975 roku w niepełnym wymiarze godzin uczył wraz z żoną w szkole podstawowej.
Zmarł na raka w 2015 roku.

## Osiągnięcia sportowe
Rekordy świata: na 200 m, 220 jardów (201 m) i w sztafecie 4 × 400 m.
Zdobył w 1963 tytuł mistrza NCAA na 200 m 20,5. W tym samym roku uzyskał on 20,69 remisując z Paulem Draytonem podczas mistrzostw Stanów Zjednoczonych. Dwa razy w tym roku ustanowił rekordy świata: 20,4 na 200 m oraz 20,3 na 220 jardów (ok. 201 m). W 1964 r., Carr pobiegł jeszcze szybciej, ustanawiając nowy rekord 20,2 na 220 jardów (201 m).
W 1964 na igrzyskach olimpijskich Carr osiągnął szczytową sławę, wygrywając bieg na 200 metrów i będąc członkiem zwycięskiej sztafety 4 × 400 metrów (rekord świata 3:00,7). Był na czele światowego rankingu biegaczy na 200 m w latach 1963 i 1964.